# Самсонов, Владимир Анатольевич
Владимир Анатольевич Самсонов (11 августа 1936, СССР — 20 февраля 2024) — советский и российский режиссёр мультипликационных фильмов.

## Биография
Родился 11 августа 1936 года. Окончил ВГИК (мастерская И. П. Иванова-Вано) в 1968 году.
В 1971 году на студии «Союзмультфильм» снял первый мультфильм как режиссёр. С 1975 по 1995 годы работал в «Мульттелефильм» Творческого объединения «Экран».
Работал в технике рисованной и живописной мультипликации. Член АСИФА.
Автор заставки телепередачи «Спокойной ночи, малыши!», использовавшейся в 1986—1994 годах (на песню «Спи, моя радость, усни»).
Скончался 20 февраля 2024 года на 88-м году жизни от онкологического заболевания. Похоронен на кладбище «Михнево новое» (Раменский муниципальный округ, Московская область).

## Фильмография
Режиссёр
1. 1968 — Покупайте детям бельё[5]
2. 1969 — Старый добрый Прометей[6]
3. 1971 — Старая игрушка
4. 1971 — Сдавайте стеклотару
5. 1972 — В тридесятом веке
6. 1972 — Загадочная натура[7]
7. 1973 — Мы с Джеком
8. 1974 — Важное лицо (Фитиль № 140)
9. 1974 — Живой пример[8]
10. 1974 — Шутник[8]
11. 1975 — Дело в шляпе
12. 1975 — Нарисовать начало
13. 1976 — От тебя одни слёзы
14. 1977 — Живая вода
15. 1978 — Самолётик
16. 1979 — Зима
17. 1979 — Очень синяя борода
18. 1980 — Гандбол
19. 1980 — Чудеса
20. 1981 — Блики
21. 1981 — Валенок
22. 1981 — Ель
23. 1981 — Контрасты
24. 1981 — Контуры
25. 1981 — Маскарад
26. 1981 — Натюрморт
27. 1981 — Реставрация
28. 1981 — Солнышко
29. 1981 — Улитка
30. 1981 — Фокус
31. 1981 — Цветомузыка
32. 1981 — Шмель
33. 1981 — Ель (из цикла «Новый год»)
34. 1982 — Огромное небо
35. 1982 — Настроение
36. 1982 — Однажды вечером
37. 1982 — Пейзаж
38. 1982 — Свидание
39. 1982 — Сорока
40. 1983 — Свет хлеба
41. 1983 — Болванка
42. 1983 — Забота
43. 1984 — Жар-птица
44. 1984 — Мотив
45. 1984 — Ожидание
46. 1985 — Маленькие чудеса
47. 1985 — Миниатюры
48. 1986 — Колыбельная
49. 1986 — Миниатюры-86
50. 1986 — В субботу вечером
51. 1987 — Домовые, или Сон в зимнюю ночь
52. 1988 — 32 декабря
53. 1989 — Здесь могут водиться тигры
54. 1989 — Самоконтроль
55. 1989 — Криминал
56. 1990 — Кто там?
57. 1991 — После того, как
58. 1993 — Соната
59. 1994 — Квартет

## Награды
- 1979 — «Очень синяя борода» — Приз на МКФ в Бильбао (Испания) 1981.[9]